# Ortaköy, Akkışla
Ortaköy là một xã thuộc huyện Akkışla, tỉnh Kayseri, Thổ Nhĩ Kỳ. Dân số thời điểm năm 2008 là 1.155 người.